# Minimalismus (Bildende Kunst)

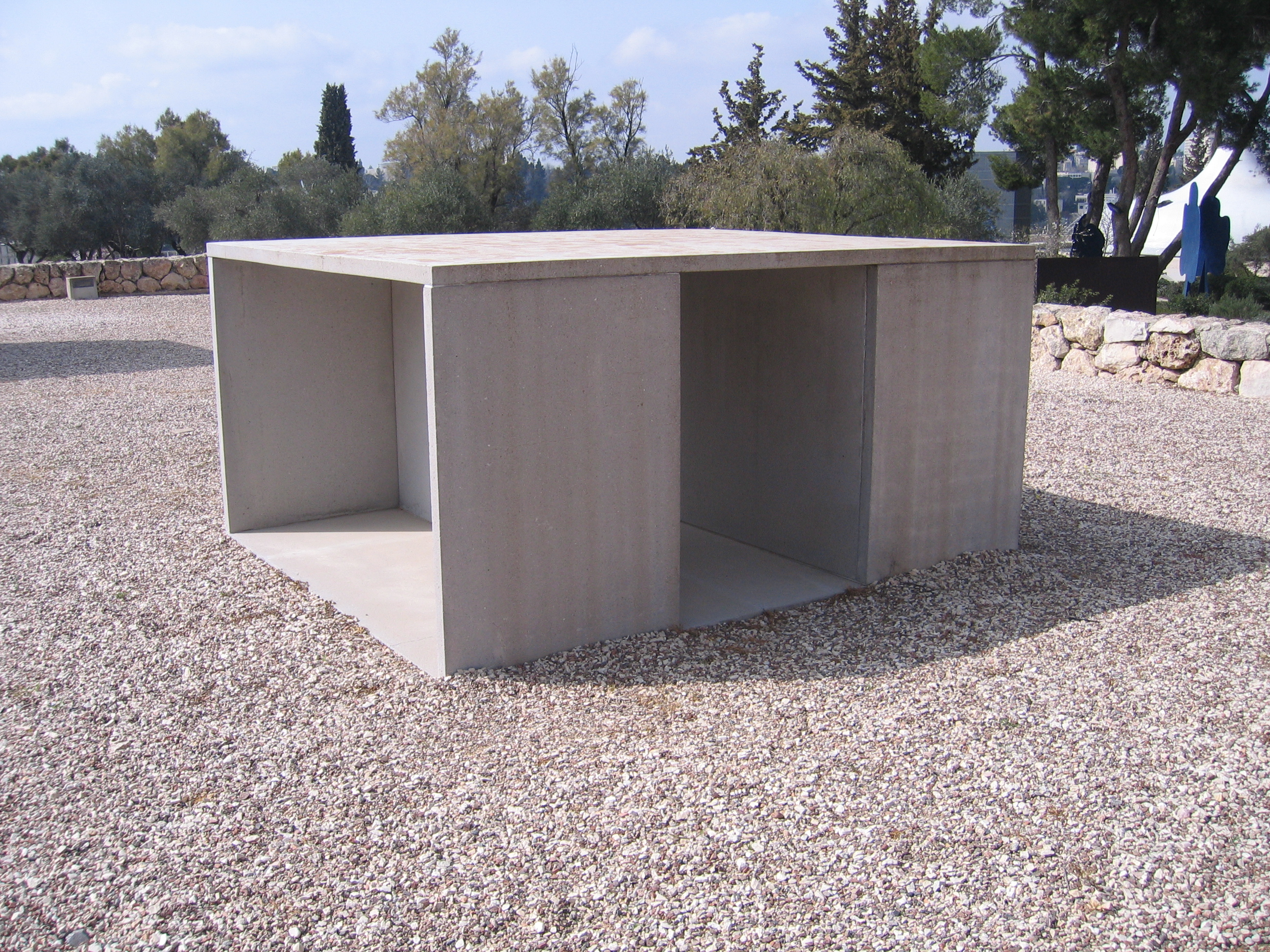
Donald Judd: „Untitled“, Betonskulptur, 1991 (Israel Museum, Jerusalem)

Der Minimalismus oder englisch Minimal Art ist eine in den frühen 1960er Jahren in den USA als Gegenbewegung zur gestischen Malerei des Abstrakten Expressionismus entstandene Kunstströmung der Bildenden Kunst (Malerei, Bildhauerei, Objektkunst).

## Minimal-Art

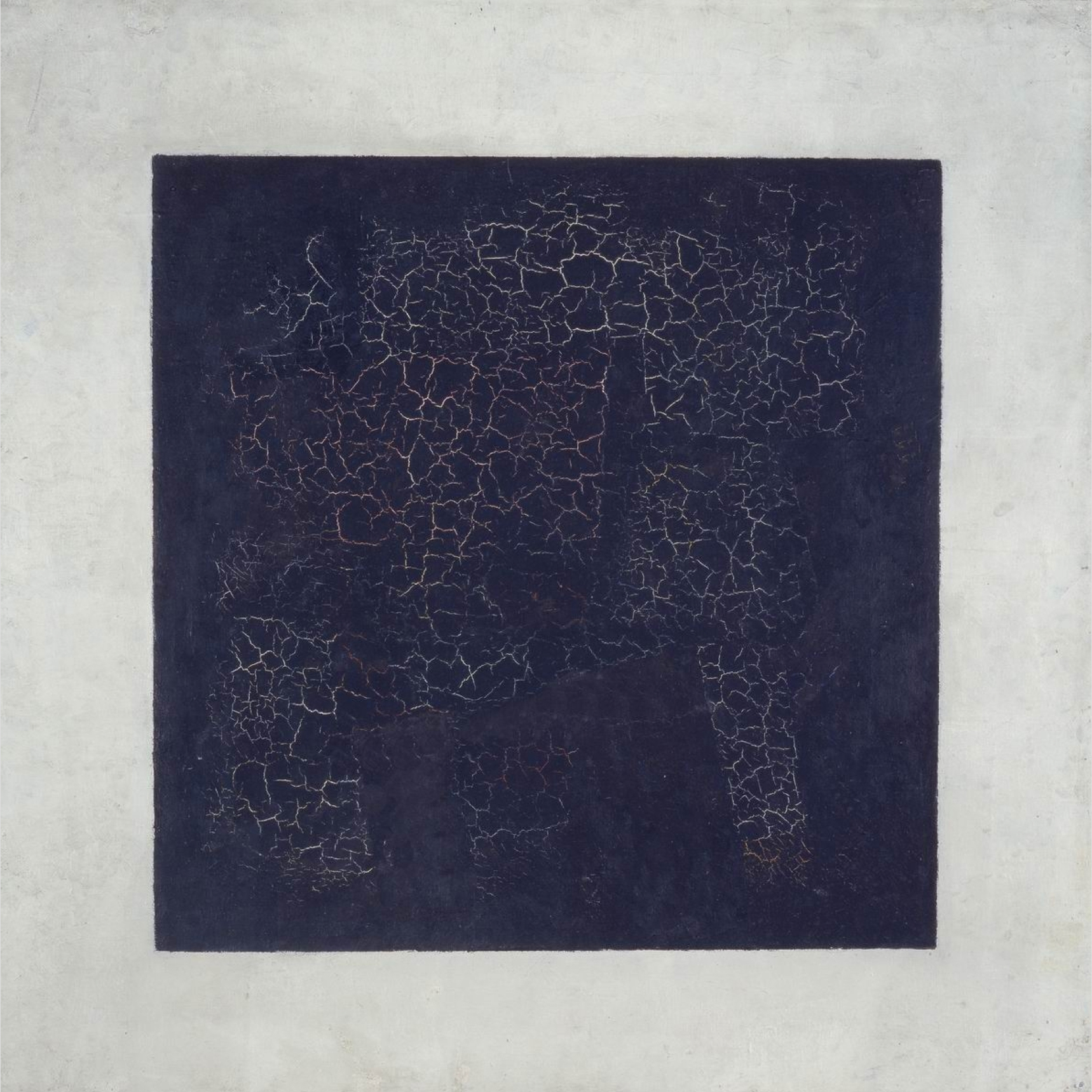
Kazimir Malevich, Das Schwarze Quadrat, 1915, Öl auf Leinwand, 79,5 × 79,5 cm, Tretjakow-Galerie, Moskau

Minimalismus strebt nach Objektivität, schematischer Klarheit und Logik. Die eigene Persönlichkeit soll keinen Eingang finden in das Kunstwerk. Typisch für Skulpturen und Objekte des Minimalismus sind das Reduzieren auf einfache und übersichtliche, meist geometrische Grundstrukturen (sogenannte Primary Structures), häufig in serieller Wiederholung, die industrielle Produktion wie auch der Einsatz von Fertigprodukten, z. B. Stein- und Metallfliesen (Carl Andre), Neonröhren (Dan Flavin), Stahlrahmen (Donald Judd), oder die überdimensionale Vergrößerung (Ronald Bladen, Tony Smith). So entstanden eigene Ordnungen, mit ihren eigenen Regeln und Gesetzen, die mit Gegensätzen wie Anfang und Ende, Fülle und Leere operierten. Vertreter der minimalistischen Skulptur sind ferner John McCracken, Sol LeWitt, Walter De Maria, Robert Morris, Larry Bell, Anne Truitt oder Fred Sandback. Obwohl auch in der Malerei Farben und Formen auf das Einfachste reduziert wurden (auf Grundstrukturen, monochrome  und geometrische Flächen), wird Minimalismus  vorwiegend auf dreidimensionale Kunst angewendet. Ausgehend von konstruktivistischen Vorstellungen waren wichtige Wegbereiter dieser malerischen Kunstauffassung James Rosenquist, Ellsworth Kelly, Frank Stella, Jo Baer oder Agnes Martin.
Den Begriff prägte 1965 der britische Philosoph und Kunstkritiker Richard Wollheim in seinem Essay Minimal Art (in: Art Magazine, Januar 1965), der allerdings auf eine andere Kunst Bezug nahm. Wichtig für die Begriffsbildung war auch Donald Judd, nach seinen Vorstellungen ging es darum, der Farbe eine plastische Form zu geben, um so in den Raum hinein zu wirken (vgl. Judds Artikel Specific Objects, 1965). Diese „Inszenierung“ in den Raum hinein hatte auch einen maßgeblichen Einfluss für die Entwicklung der postmodernen Konzept- und Aktionskunst im Gefolge des Minimalismus.
Der Minimalismus wurde als eine speziell amerikanische Kunstbewegung verstanden, die sich von europäischen Traditionen (etwa dem Konstruktivismus, der Konkreten Kunst, der Malerei am Bauhaus) abzugrenzen suchte. Mit gleichem Recht wäre der Begriff auf europäische mit geometrischen Strukturen arbeitende Bildhauer anzuwenden, etwa Max Bill, Erwin Heerich, Peter Roehr, Ulrich Rückriem oder Helmut Federle.
In der Architektur und Landschaftsarchitektur des 20. Jahrhunderts zählte der Minimalismus, insbesondere die Skulpturen von Donald Judd, Carl Andre und Sol LeWitt neben der Land Art mit ihrer starken räumlichen Ausdruckskraft, zu den wichtigsten Inspirationsquellen, deren Einfluss bis heute spürbar ist.
Wegbereitend für die Minimalismus-Strömung war die 1966 im Jüdischen Museum in New York stattfindende Ausstellung Primary Structures. 1968 wurden Werke der amerikanischen Minimal-Art erstmals in einer Ausstellungs-Tournee mit dem Titel minimal art in Europa gezeigt. Zusammengestellt vom Gemeentemuseum Den Haag, wo die Ausstellung 1968 stattfand, wurde die Ausstellung des Weiteren in der Kunsthalle Düsseldorf in Zusammenarbeit mit dem Kunstverein für die Rheinlande und Westfalen ebenfalls in Düsseldorf und in einer dritten Station in der Akademie der Künste in Berlin präsentiert. Als weitere wichtige Ausstellung der 1960er Jahre kann die Ausstellung The return of the real von 1968 im  Museum of Modern Art in New York angesehen werden, die im Folgenden unter dem Titel Der Raum in der amerikanischen Kunst 1948–1968 im Kunsthaus Zürich übernommen wurde. 1968 waren viele der Künstler, die in diesen Ausstellungen vertreten waren auch auf der  4. documenta in Kassel zu sehen.

## Künstler
- Carl Andre
- Jo Baer
- Ronald Bladen
- Bill Bollinger
- Jean-Christophe De Clercq
- Claudia Desgranges
- Christian Eckart
- Dan Flavin
- Kurt Fleckenstein
- Robert Grosvenor
- Robert Gober
- Hannes Hopf
- Patricia Johanson
- Donald Judd
- Imi Knoebel
- Sol LeWitt
- Richard Lin
- Agnes Martin
- John McCracken
- Jan Meyer-Rogge
- Robert Morris
- Laurie Parsons
- Charlotte Posenenske
- Ivo Ringe
- Fred Sandback
- Richard Serra
- Tony Smith
- Robert Smithson
- Anne Truitt
- Markus Zürcher